# Юдейські гори
Юде́йські го́ри (івр. הרי יהודה, Harei Yehuda; араб. جبال الخليل, Jibal al-Khalil) — гори 800–900 м над рівнем моря, розташовані на сході Ізраїлю — навколо Єрусалима до Юдейської пустелі, яка спускається до Мертвого моря.
Назва «Юдейські гори» походить від коліна Юди, одного з дванадцяти колін Ізраїлевих, яке отримало ці землі при завоюванні ханаанських земель євреями після виходу з Єгипту.

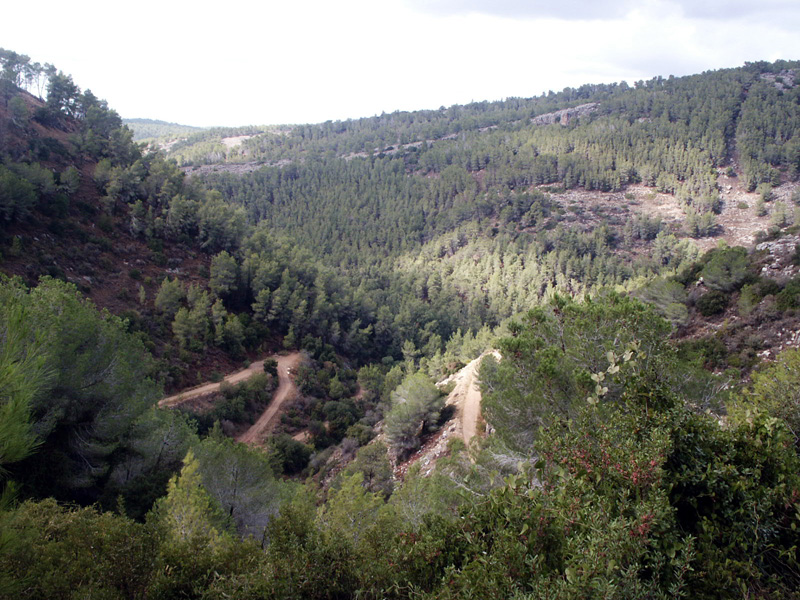
Юдейські гори, вигляд при під'їзді до Єрусалима з Тель-Авіва

Через Юдейські гори проходить лінія ізраїльської залізниці, яка з Бейт-Шемеша через річку Сорек і долину Рефаім йде до Єрусалимської південної залізничної станції Малха. У даний час розробляється план розвитку регіону Юдейських гір.
З політичної точки зору, зараз територія, на якій розташовані Юдейські гори, управляється частково державою Ізраїль і адміністрацією Західного берега річки Йордан.

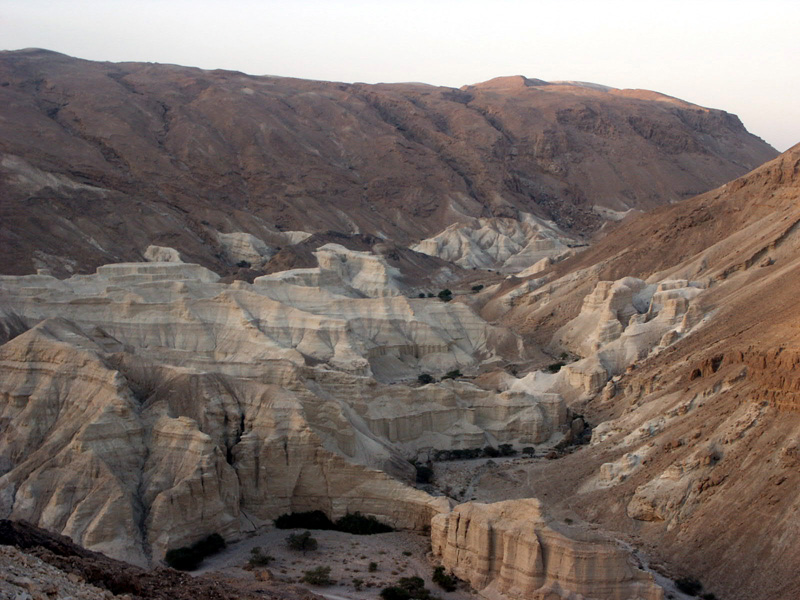
Юдейські гори і Юдейська пустеля, вигляд з боку Мертвого моря

## Монастирі Юдейських гір
У Юдейських горах розташовано безліч монастирів і церков при них. Зокрема:
- Латрунський монастир Богородиці, заснований 1890 року чернечим орденом траппістів-мовчальників, знаходиться в 30 км на схід від Тель-Авіва на перетині дороги № 3 і шосе № 1. На початку XIX століття, разом із кампанією Наполеона, в Святу Землю була привезена виноградна лоза. Її посадили на одному з пагорбів у Юдейських горах, а пізніше заснували на цьому місці монастир. Обитель донині славиться винами, які виготовляються з винограду «Наполеонівської лози». Його вирощують на належних монастирю угіддях, там же є і гай оливкових дерев.
- Французький жіночий монастир в Еммаусі також знаходиться на дорозі з Тель-Авіва в Єрусалим. Там збереглися руїни стародавньої синагоги та мозаїка на підлозі, що зображає одне з чудес, створених Христом.
- Монастир св. Георгія Хозевіта (St. George) в ущелині Ваді-Кельт.
- Фаранська лавра в ущелині Ейн Фара.
- Монастир-оаза св. Герасима Йорданського — один із перших в Юдейській пустелі.
- В Ейн Каремі під Єрусалимом знаходяться Горненський монастир, що належить Російській православній церкві, а також католицькі церкви Зустрічі і бенедиктинська церква Івана Предтечі XII століття.
- Монастир Бейт Джамал.
- Монастир Рафат.
- Монастир Іоанна Хрестителя в Евен-Сапір.
- Дві церкви в арабському селі Абу-Ґош — бенедиктинців і церква Ковчега.